# Katedra w Cremonie
Katedra w Cremonie (wł.: Cattedrale di Santa Maria Assunta) – kościół rzymskokatolicki w Cremonie (Lombardia, Włochy) poświęcony Wniebowzięciu Najświętszej Maryi Panny. Katedra zlokalizowana jest w centrum miasta, przy placu Piazza del Comune, niedaleko Urzędu Miasta. Świątynia jest siedzibą diecezji Cremona. Do katedry przynależy baptysterium oraz wieża Torrazzo.

## Architektura

### Wygląd zewnętrzny
Główna fasada wraz z baptysterium uważana jest za jeden z najważniejszych zabytków sztuki romańskiej w Europie. W centralnej części fasady znajduje się portyk z narteksem, do którego w 1491 została dodana renesansowa loggia. Nad portykiem dominuje duże okno rozetowe.
Dzwonnica Torrazzo ma 112,27 m wysokości, co czyni ją trzecią najwyższą ceglaną dzwonnicą na świecie (pierwsze miejsce ma wieża Kościoła św. Marcina w Landshut, drugie Kościół Najświętszej Marii Panny w Brugii). Torrazzo jest najstarszą na świecie budowlą ceglaną powyżej 100 m wysokości. Na wysokości czwartego piętra Torrazzo znajduje się największy na świecie zegar astronomiczny.

### Wygląd wewnętrzny
Wnętrze zdobią liczne dzieła sztuki, wśród nich malowidła Giovanniego Antonio Amadeo, Benedetto Briosco, Boccaccio Boccaccino, Giovanniego Francesco Bembo, Altobello Melone, Girolamo Romaniego, Il Pordenone, Bernardino Gattiego, Bernardino Campiego oraz Luigiego Miradori.